# Лиса Гора (Білорусь)
Лиса Гора — друга за висотою точка Білорусі розташована в Мінському районі за 21 км на північ від Мінська. Висота 342 м.
Гора займає центральну частину Логойської височини. Складається із моренних суглинків. На горі суходольні луки і ділянки дерево-чагарникової рослинності.